# Phytomyza sitchensis
Phytomyza sitchensis este o specie de muște din genul Phytomyza, familia Agromyzidae, descrisă de Griffiths în anul 1973. Conform Catalogue of Life specia Phytomyza sitchensis nu are subspecii cunoscute.